# Associazione dei vecchi bolscevichi

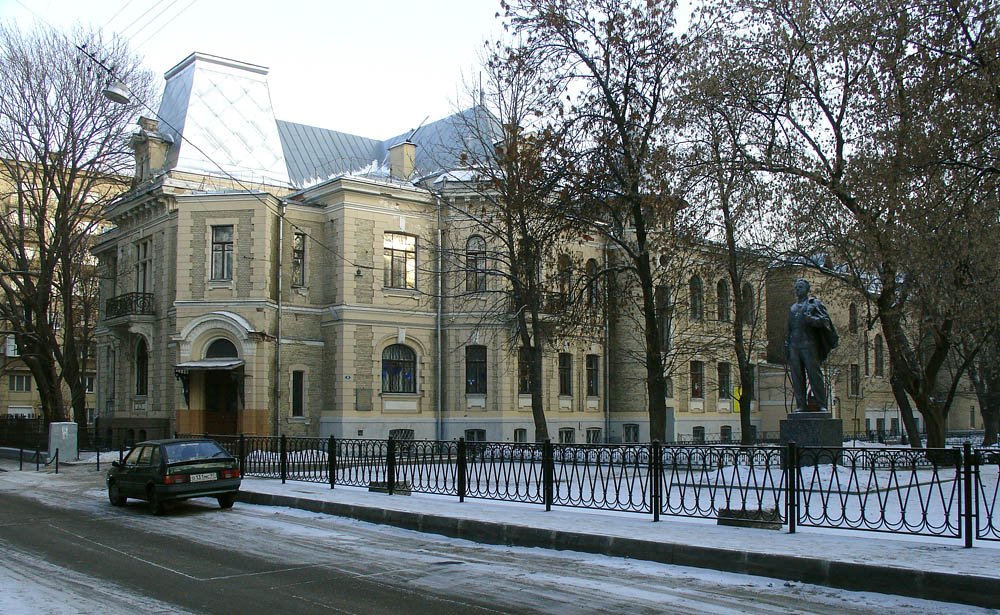
Casa Vysockij in Pereulok Ogorodnaja Sloboda 6, a Mosca, tra il 1922 e il 1935 sede dell'associazione. Edificio progettato da Roman Klejn e completato nel 1900.

L'Associazione dei vecchi bolscevichi (in russo Общество старых большевиков?, Obščestvo starych bol'ševikov) fu un'organizzazione attiva in Unione Sovietica tra il 1922 e il 1935. Riuniva i membri del Partito bolscevico con la più lunga militanza nel movimento nell'epoca precedente alla Rivoluzione d'ottobre. Scopi principali dell'associazione erano l'educazione dei giovani secondo le tradizioni rivoluzionarie e la raccolta di materiali storico-rivoluzionari. Tra il 1922 e il 1931 a capo dei Vecchi bolscevichi vi fu un ufficio presieduto da Michail Ol'minskij. Nel 1931 la I Conferenza dell'associazione istituì un Consiglio centrale guidato da un Presidium, mentre alla presidenza fu eletto Emel'jan Jaroslavskij. I membri dell'Associazione dei vecchi bolscevichi, di cui fecero parte tra gli altri Avel' Enukidze, Fridrich Lengnik, Pantelejmon Lepešinskij, Martyn Ljadov, Viktor Nogin, Fëdor Samojlov, Sof'ja Smidovič e Aleksandr Stopani, erano 64 nel 1922 e oltre duemila nel gennaio 1934. L'organizzazione operò anche a livello territoriale tramite filiali e curò la pubblicazione Staryj bol'ševik (Il vecchio bolscevico), uscita tra il 1930 e il 1934.